# Mathematisch-Physikalischer Salon

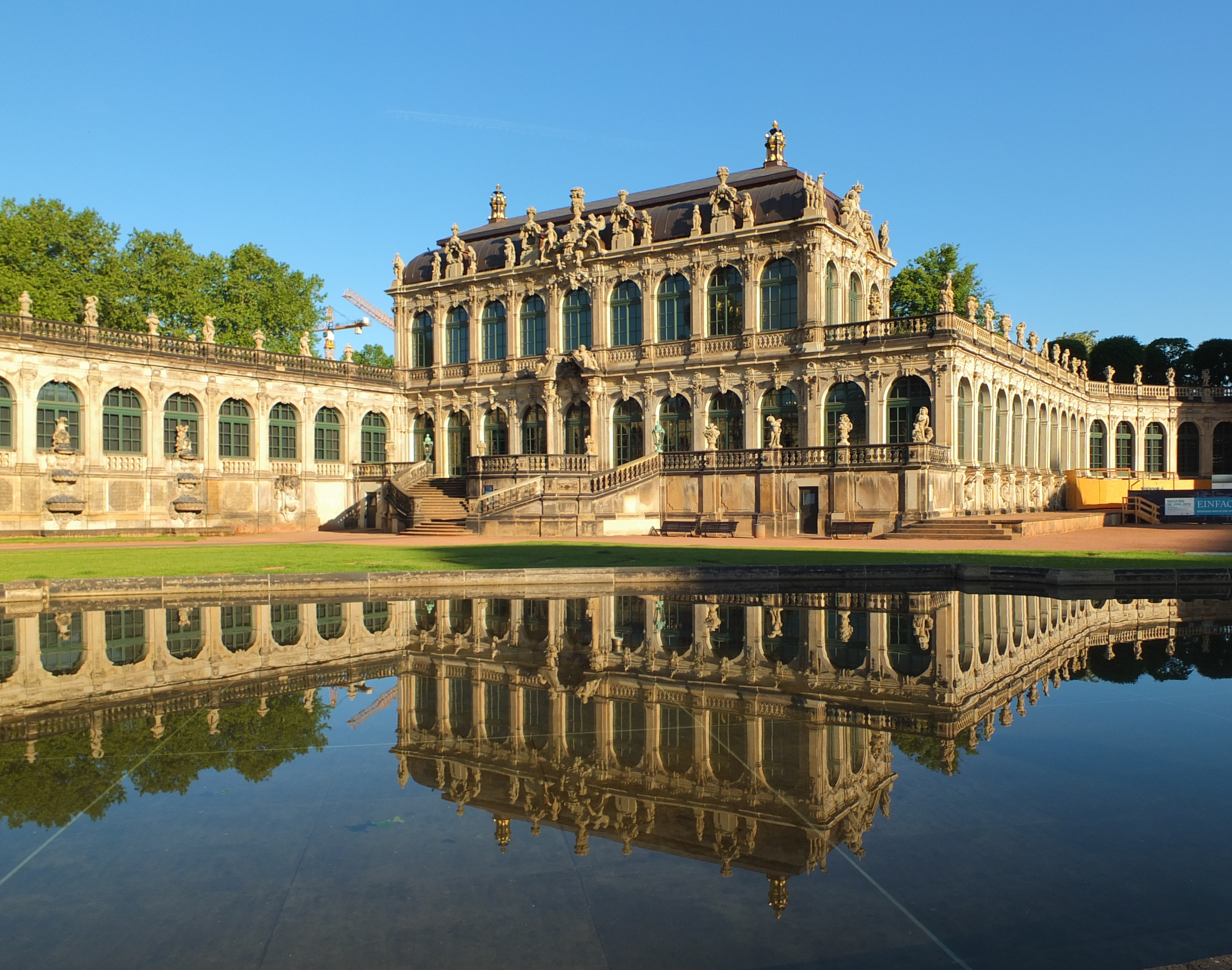
La partie du Zwinger avec le Salon.

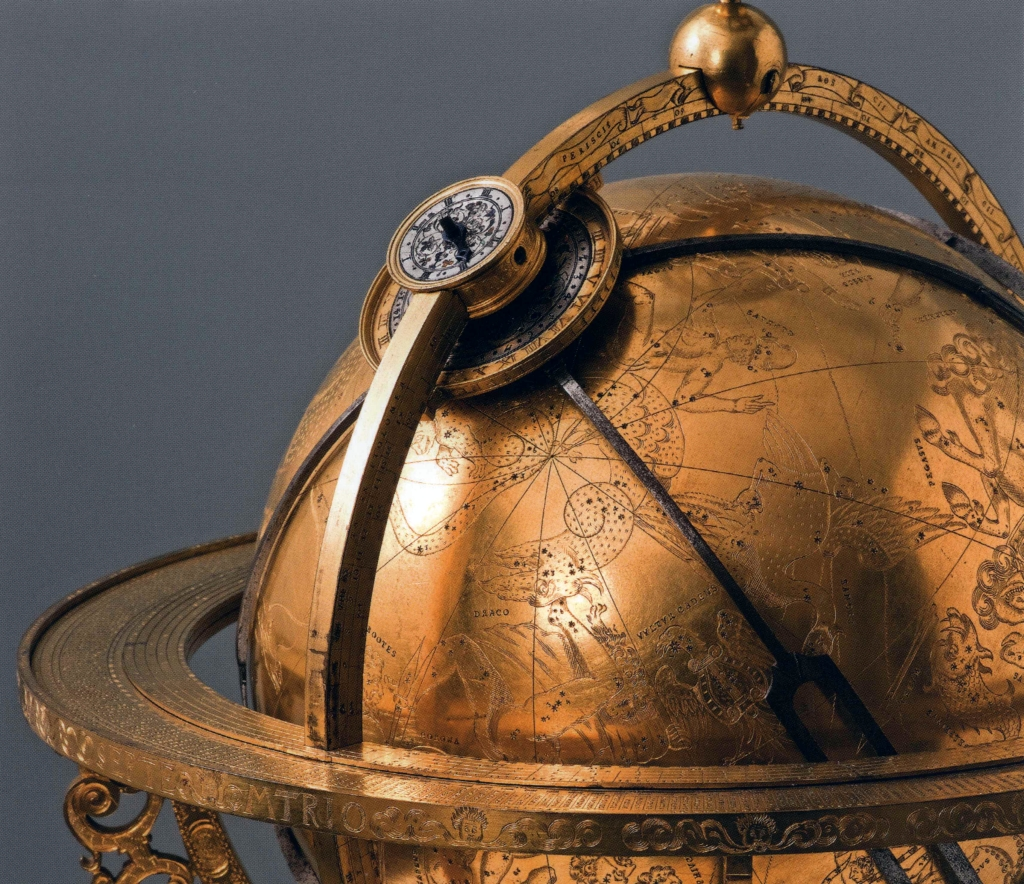
Globe céleste de 1586

Le Mathematisch-Physikalischer Salon (Salon de mathématiques et de physique) est un musée situé dans le palais Zwinger, à Dresde, Allemagne. Il fait partie du complexe des Collections nationales de Dresde.

## La collection
Le Mathematisch-Physikalischer Salon héberge une collection d’horloges historiques et d’instruments scientifiques de renommée mondiale. Depuis sa fondation en l’an 1728, le musée a gardé sa place d’origine au palais Zwinger de Dresde. Des globes terrestres et célestes datant des siècles passés y sont à admirer et des appareils optiques, astronomiques et géodésiques, dont la provenance remonte jusqu’au XVIe siècle.
Les objets exposés offrent une vue d’ensemble de l’évolution des premiers instruments mécaniques de précision.

## Réouverture de l'exposition dans les salles des orangeries
Le Salon de la Physique et des Mathématiques a été fermé pendant plus de 6 ans pour restauration et travaux.
Il a enfin rouvert ses portes dans le magnifique écrin baroque du Zwinger de Dresden en avril 2013.
L'architecture de la nouvelle exposition permanente met en lumière le cadre baroque des orangeries du Zwinger. La nouvelle exposition présente environ 500 instruments scientifiques regroupés selon quatre thématiques.